# 夏威夷假期
《玩具總動員：夏威夷假期》（英語：Toy Story Toons: Hawaiian Vacation）是一部2011年由 皮克斯動畫導演加里·里德斯特罗姆製作的動畫短片。本部片也是《玩具總動員系列》的第一部短片，劇中的人物都是來自《玩具總動員3》的角色。這是一部收錄在《汽車總動員2》的影片。

## 劇情
邦妮和他的家人趁著寒假期間，全家一起到夏威夷遊玩。玩具們很高興有個放鬆的機會，但芭比和肯尼希望能也去夏威夷遊玩，他們把自己裝進邦妮的書包裡，但邦妮還是將他們留下，帶著旅行箱前往夏威夷。正他們以為到了夏威夷時，胡迪告訴肯尼和芭比實情，肯尼對於不能去夏威夷感到驚恐和失望，芭比也拿出旅遊手冊，對胡迪表明他們有計畫在日落的海灘上初吻，熱心的胡迪、巴斯和其他玩具們決定幫助他們完成這個夢想，胡迪和其他玩具們搭設假的夏威夷場景，讓他們遊玩。原本在最後肯尼和芭比是要在沙灘上初吻，但他們改了在雪地上實行，但可惜之後二人雙雙掉下厚雪中而被凍結。

## 角色
| 角色       | 配音員          | 備註 |
| ---------- | --------------- | ---- |
| 胡迪       | 湯姆·漢克斯     |      |
| 巴斯光年   | 提姆·艾倫       |      |
| 翠絲       | Joan Cusack     |      |
| 紅心       | 法蘭克·維爾克   |      |
| 番薯頭先生 | Don Rickles     |      |
| 番薯頭太太 | Estelle Harris  |      |
| 抱抱龍     | Wallace Shawn   |      |
| 彈簧狗     | Blake Clark     |      |
| 火腿       | 約翰·拉岑貝格爾 |      |
| 三眼怪     | Jeff Pidgeon    |      |
| 芭比       | 茱蒂·班森       |      |
| 肯尼       | 米高·基頓       |      |
| 邦妮       | Emily Hahn      |      |
| 釘子褲先生 | 提摩西·達頓     |      |
| 小奶油     | Jeff Garlin     |      |
| 桃莉       | Bonnie Hunt     |      |
| 犀莉       | Kristen Schaal  |      |
| 三小豆     | Zoe Levin       |      |
| 小丑恰克   | Bud Luckey      |      |

## 生產
本部影片是伴隨在汽車總動員2的短片，最初是由Lee Unkrich發表說「我們將延續玩具總動員的角色，不會讓他們消失。」。而這部短片的標題和劇情是在2011年2月17日所公布。

## 評價
水星報的Charlie McCollum認為本部片是部會讓人生命片段感到愉快（delightful snippit of life）的影片，也就是簡明、有趣和溫馨的，他寫道：“故事內容和趣味性方面，它使汽車總動員2完全失色。”。

## 家庭影音
2012年7月在亞馬遜即時視頻和iTunes Store開放數位下載，本部片也於2012年11月13日伴隨汽車總動員2的DVD和藍光光碟發布。

## 外部連結
- 官方网站
- 互联网电影数据库（IMDb）上《夏威夷假期》的资料（英文）
- 豆瓣电影上《夏威夷假期》的資料 （简体中文）
- 大卡通資料庫上《夏威夷假期》的資料（英文）